# Arthrorhynchus
Arthrorhynchus — рід грибів родини Laboulbeniaceae. Назва вперше опублікована 1857 року.

## Класифікація
До роду Arthrorhynchus відносять 3 види:
- Arthrorhynchus cyclopodiae
- Arthrorhynchus eucampsipodae
- Arthrorhynchus nycteribiae